# Konarzewo Wielkie
Konarzewo Wielkie – kolonia w Polsce, w województwie mazowieckim, w powiecie ciechanowskim, w gminie Gołymin-Ośrodek.
Do 2023 miejscowość była częścią wsi Konarzewo-Marcisze.
W latach 1975–1998 Konarzewo Wielkie administracyjnie należało do województwa ciechanowskiego.